# محمد عزت
محمد عزت (مواليد 29 يوليو 1978) هو لاعب شطرنج مصري، وصاحب مسيرة رياضية غنية بالإنجازات، امتدت من التتويج في البطولات الفردية إلى قيادة الأبطال نحو منصات التتويج العالمية كمدرب وطني.

## سيرته ومسيرته الاحترافية
بدأ محمد عزت مشواره لاعبًا موهوبًا في لعبة الشطرنج، ومثّل مصر في العديد من أولمبيادات الشطرنج العالمية، منها أعوام 2006 و2008 و2010، وترك بصمة واضحة ضمن فريق المنتخب الوطني. وكان من أبرز محطاته مشاركته في كأس العالم للشطرنج 2009، حيث تأهل ضمن النخبة العالمية، وواجه في الدور الأول اللاعب الأذري الشهير تيمور رجبوف، أحد المصنفين دوليًا.
وفي إنجاز محلي، توّج الدولي محمد عزت بالمركز الأول في النسخة الثانية من بطولة كأس أبطال مصر الدولية للشطرنج، وسط مشاركة مكثفة من أكثر من 160 لاعبًا من مختلف المحافظات. أُقيمت البطولة في مركز التنمية الشبابية بالجزيرة، تحت إشراف لجنة المسابقات برئاسة إبراهيم حفني، وشهدت تنافسًا قويًا يعكس ارتفاع مستوى اللعبة في مصر.

## الدور القيادي والتدريبي
يشغل محمد عزت منصب المدير الفني لمنتخب مصر للشطرنج، حيث يقود جهود تطوير اللعبة على المستوى الوطني. وفي تصريح له، أشار إلى أن كثيرين لا يعرفون أن الشطرنج في مصر له اتحاد رسمي ودوري منتظم وبطولات معترف بها، موضحًا أن الشطرنج يشارك في دورة الألعاب الإفريقية منذ القرن الماضي، وقد حقق فيها إنجازات عديدة لمصر.
تحوّل محمد عزت من بطل عربي ودولي إلى مدرب ناجح وضع بصمته في صناعة أبطال الشطرنج المصري، من خلال إعداد جيل جديد من اللاعبين الذين بدأوا بالفعل في تحقيق بطولات قارية ودولية. وقد تميزت مسيرته التدريبية بـ الاهتمام بالمواهب الصاعدة وتطوير قدراتهم وفقًا لأحدث الأساليب العالمية.

## إنجازاته
له العديد من الإنجازات:
- تمثيل مصر في عدة أولمبيادات عالمية.
- التأهل لكأس العالم للشطرنج 2009.
- التتويج بكأس أبطال مصر الدولية للشطرنج الخاطف.
- قيادة المنتخب الوطني كمدرب إلى بطولات وألقاب قارية.
- مساهمة فعّالة في تأسيس قاعدة قوية للشطرنج المصري الحديث.

## روابط خارجية
- محمد عزت على موقع الاتحاد الدولي للشطرنج (الإنجليزية)
- محمد عزت على موقع مباريات الشطرنج (الإنجليزية)
- محمد عزت على موقع 365Chess.com (الإنجليزية)
- محمد عزت على موقع Chesstempo.com (الإنجليزية)
- محمد عزت سجل أولمبياد الشطرنج على موقع OlimpBase.org (الإنجليزية)